# NGC 2798
NGC 2798是一个位于天猫座的棒旋星系。NGC 2798与NGC 2799也列于特殊星系圖集中，编号为Arp 283。